# Ева Бйорлінг
Ева Гелена Бйорлінг, до шлюбу Кліпмарк (швед. Ewa Helena Björling (Klippmark); нар. 3 травня 1961, Екере, Стокгольм, Швеція) — шведська вчена, політична і державна діячка. Лікарка, хірургиня.

## Життєпис
Народилася 3 травня 1961 року в комуні Екере лену Стокгольм, Швеція.
У 1987 році закінчила Каролінський Інститут за спеціальністю «Стоматологічна хірургія». У 1988 році отримала диплом стоматолога-хірурга. У 1993 році захистила дисертацію й здобула звання кандидатки медичних наук. З 1999 року — доцентка кафедри мікробіології, пухлин і клітинної біології Каролінського інституту.
З 2002 по 2007 роки — депутатка Риксдагу від лену Стокгольм. Членкиня парламентських Комітетів з міжнародних справ і з освіти. Представниця Помірної партії Швеції у фракції Європейської Народної партії Європейського парламенту, членкиня робочої групи з питань зовнішньої політики і політики безпеки.
З 12 вересня 2007 року по 3 жовтня 2014 року обіймала посаду міністерки зовнішньої торгівлі Швеції в коаліційному уряді Фредріка Райнфельдта.
Очолює шведську Національну раду з профілактики ВІЛ/СНІДу.